# Carlo Van Neste
Carlo Van Neste (* 1. April 1914 in Antwerpen; † 12. Juli 1992 in Brüssel) war ein belgischer Violinist.

## Leben
Carlo Van Neste verbrachte seine ersten Lebensjahre wegen des Ersten Weltkrieges in den Niederlanden, wo er bereits im Alter von drei Jahren mit seiner 1911 geborenen Schwester Rosanne und weiteren Familienmitgliedern öffentliche Konzerte gab. 1924 erhielt er mit großer Auszeichnung den Premier Prix am Antwerpener Konservatorium. 1925 wurde er Eugène Ysaÿe vorgestellt, dem er in einer Villa im Seebad Knokke-Heist Werke von Henri Vieuxtemps und Henryk Wieniawski vorspielte, daraufhin willigte Ysaÿe ein, Van Neste auszubilden. Ein Jahr später, mit zwölf Jahren, debütierte er mit dem London Philharmonic Orchestra, dies war der Beginn seiner internationalen Laufbahn. Nach Konzertreisen durch England, Frankreich, die Niederlande und Belgien wurde er in den Kunstsalon des Malers Marcel Hastir eingeführt. Am Königlichen Konservatorium Brüssel erhielt er in schneller Folge die Ersten Preise in Harmonielehre, Fugenlehre und Kontrapunktik. 1933 gewann er den ersten Preis beim Vieuxtempswettbewerb in Verviers, 1934 den Fritz-Kreisler-Preis der Stadt Lüttich. Ab 1937 vervollständigte er sein Können bei Jacques Thibaud an der École Normale de Musique de Paris. Zwischen 1937 und 1942 hatte er Privatunterricht bei George Enescu.
1942 erhielt er eine Professur am Brüsseler Konservatorium und an der Chapelle Musicale Reine Elisabeth, später auch am Konservatorium in Utrecht. Zu seinen bekanntesten Studentinnen zählten Edith Volkaert und Véronique Bogaerts, die beide Finalistinnen im Concours Musical Reine Elisabeth wurden. Aus Freundschaft und Dankbarkeit kaufte Königin Elisabeth Van Neste eine Pietro Guarneri II. zugeschriebene Geige, die seither den Beinamen Ex Reine Elisabeth trägt.
Neben seiner Lehr- und Solistentätigkeit spielte Van Neste unter anderem im 1964 gegründeten Tio Van Neste, das später in Trio Reine Elisabeth umbenannt wurde, weitere Mitglieder waren der Pianist Naum Slusny und der Cellist und Komponist Eric Feldbusch (1922–2007). Konzertreisen führten Van Neste in die bedeutenden Konzertsäle Europas, Japans, sowie Nord- und Südamerikas.

## Gemeinnützige Van Neste Stiftung
Nach seinem Ableben wurde unter dem Vorsitz seiner Tochter Dominique Van Neste eine Stiftung in Leben gerufen, zu deren Zielen es gehört, junge Talente mit erstklassigen Musikinstrumenten auszustatten, wie beispielsweise den jungen Geiger Lorenzo Gatto. Des Weiteren wird das 2005 gegründete und aus jungen Musikern bestehende Trio Van Neste gefördert.
Neben den musikbezogenen Aktivitäten fördert die Stiftung ein Entwicklungsprojekt in Burundi (in der Provinz Muramvya), so konnten dort bislang eine Grundschule für 550 Kinder mit Schulkantine und Sportplätzen gebaut werden, ein Alphabetisierungsprogramm für Erwachsene, eine Trinkwasserversorgung, eine ständige Weiterbildung für die Lehrpersonen ist ebenfalls gewährleistet.